# Zhuyuan, Chongqing
Zhuyuan (kinesiska: 竹园)  är en köping i sydvästra Kina. Den ligger i Fengjie härad i storstadsområdet Chongqing,  omkring 320 kilometer nordost om det centrala stadsdistriktet Yuzhong. Antalet invånare är 39 338. Befolkningen består av 19 399 kvinnor och 19 939 män. Barn under 15 år utgör 23,0 %, vuxna 15-64 år 66 %, och äldre över 65 år 10,0 %.